# Władysław Mączyński
Władysław Aleksander Mączyński (ur. 26 marca 1884 w Wadowicach, zm. 23 marca 1942 w KL Auschwitz) – polski duchowny katolicki.
Święcenia kapłańskie przyjął 4 lipca 1909. W latach 1915–1933 pracował jako wikariusz i katecheta w Białej. Od 1924 kanonik. Po odzyskaniu przez Polskę niepodległości w listopadzie 1918 radny miejski miasta Bielsko (od 1919) i działacz społeczno-polityczny.
Wysiedlony przez Niemców w 1939, rozpoczął pracę jako administrator w Parafii Matki Bożej Zwycięskiej w Krakowie, gdzie zorganizował pomoc dla ludzi wysiedlonych z terenów przyłączonych do Rzeszy, włączył się również w działalność konspiracyjną. Proboszcz (administrator) parafii w Borku Fałęckim (1939–1941). Aresztowany przez hitlerowców 9 stycznia 1942. Transportem z 10 lutego 1942 został wywieziony do obozu koncentracyjnego Auschwitz (numer obozowy 20691), gdzie zmarł 23 marca 1942 roku.